# Souzay-Champigny
 Souzay-Champigny  es una población y comuna francesa, en la región de Países del Loira, departamento de Maine y Loira, en el distrito de Saumur y cantón de Saumur-Sud.

## Demografía
| 519 | 475 | 531 | 571 | 640 | 678 |
| Para los censos de 1962 a 1999 la población legal corresponde a la población sin duplicidades (Fuente: INSEE [Consultar]) |     |     |     |     |     |